# Campionato sudamericano maschile under 17 di calcio 2013
Il Campionato sudamericano di calcio Under-17 2013, 15ª edizione della competizione organizzata dalla CONMEBOL e riservata a giocatori Under-17, si è giocato in Argentina tra il 2 e il 26 aprile 2013.

L'Argentina ha vinto il titolo per la terza volta. Le quattro migliori classificate si sono qualificate per il Campionato mondiale di calcio Under-17 2013.

## Partecipanti
Hanno partecipato al torneo le rappresentative delle 10 associazioni nazionali affiliate alla Confederación sudamericana de Fútbol:
| - Argentina (nazione ospitante) - Bolivia - Brasile - Cile - Colombia |  | - Ecuador - Paraguay - Perù - Uruguay - Venezuela |

## Stadi
| Mendoza                                | Mendoza San Luis |
| -------------------------------------- | ---------------- |
| Stadio Malvinas Argentinas             | Mendoza San Luis |
| Capienza: 40.268                       | Mendoza San Luis |
|                                        | Mendoza San Luis |
| San Luis                               | Mendoza San Luis |
| Estadio Provincial Juan Gilberto Funes | Mendoza San Luis |
| Capienza: 15.000                       | Mendoza San Luis |
|                                        | Mendoza San Luis |

## Prima fase

### Gruppo A
| Pos. | Squadra   | Pt | G | V | N | P | GF | GS | DR |
| ---- | --------- | -- | - | - | - | - | -- | -- | -- |
| 1.   | Paraguay  | 8  | 4 | 2 | 2 | 0 | 7  | 2  | +5 |
| 2.   | Argentina | 6  | 4 | 2 | 0 | 2 | 7  | 7  | 0  |
| 3.   | Venezuela | 5  | 4 | 1 | 2 | 1 | 1  | 3  | -2 |
| 4.   | Ecuador   | 4  | 4 | 1 | 1 | 2 | 2  | 4  | -2 |
| 5.   | Colombia  | 3  | 4 | 0 | 3 | 1 | 3  | 4  | -1 |

| Arbitro: | Fernando Falce |

|            |           |            |
| Medina 60’ | Marcatori | 63’ Torres |

| Arbitro: | Paulo César de Oliveira |

|  |           |                            |
|  | Marcatori | 43’ Porozo 51’ (aut.) Vega |

| Arbitro: | José Jordán |

|  |           |           |
|  | Marcatori | 16’ Ponce |

| Arbitro: | Julio Bascuñán |

|                     |           |                                    |
| S. López 11’ (aut.) | Marcatori | 10’, 30’ A. Sanabria 90+1’ Cáceres |

| Arbitro: | Diego Mirko Haro Sueldo |

|                             |           |  |
| Driussi 4’, 63’ Sánchez 15’ | Marcatori |  |

| San Luis 6 aprile 2013, ore 19:10 UTC-3 | Ecuador                 | 0 – 0 referto | Colombia | Estadio Provincial Juan Gilberto Funes\| Arbitro: \| Péricles Bassols Cortez \| |
| Arbitro:                                | Péricles Bassols Cortez |               |          |                                                                                 |

| Arbitro: | Carlos Ulloa |

|                                 |           |  |
| Medina 50’, 83’ A. Sanabria 53’ | Marcatori |  |

| San Luis 8 aprile 2013, ore 19:10 UTC-3 | Colombia       | 0 – 0 referto | Venezuela | Estadio Provincial Juan Gilberto Funes\| Arbitro: \| Fernando Falce \| |
| Arbitro:                                | Fernando Falce |               |           |                                                                        |

| San Luis 10 aprile 2013, ore 17:05 UTC-3 | Paraguay                | 0 – 0 | Venezuela | Estadio Provincial Juan Gilberto Funes\| Arbitro: \| Péricles Bassols Cortez \| |
| Arbitro:                                 | Péricles Bassols Cortez |       |           |                                                                                 |

| Arbitro: | José Jordán |

|                                 |           |                          |
| Vega 13’ Pérez 41’ Leszczuk 61’ | Marcatori | 50’ Rodríguez 85’ Moreno |

### Gruppo B
| Pos. | Squadra | Pt | G | V | N | P | GF | GS | DR |
| ---- | ------- | -- | - | - | - | - | -- | -- | -- |
| 1.   | Brasile | 10 | 4 | 3 | 1 | 0 | 8  | 2  | +6 |
| 2.   | Uruguay | 8  | 4 | 2 | 2 | 0 | 9  | 3  | +6 |
| 3.   | Perù    | 4  | 4 | 1 | 1 | 2 | 2  | 6  | -4 |
| 4.   | Cile    | 3  | 4 | 0 | 3 | 1 | 3  | 4  | -1 |
| 5.   | Bolivia | 1  | 4 | 0 | 1 | 3 | 3  | 10 | -7 |

| Arbitro: | Ulises Mereles |

|                             |           |  |
| Buschiazzo 22’ Méndez 90+1’ | Marcatori |  |

| Arbitro: | Adrián Vélez |

|            |           |  |
| Kenedy 24’ | Marcatori |  |

| Arbitro: | José Argote |

|              |           |               |
| Carvallo 86’ | Marcatori | 58’ Algarañaz |

| Arbitro: | Germán Delfino |

|              |           |             |
| Mosquito 52’ | Marcatori | 42’ Latorre |

| Arbitro: | Marlon Escalante |

|            |           |           |
| Latorre 1’ | Marcatori | 42’ Vegas |

| Arbitro: | Silvio Trucco |

|             |           |  |
| Artiaga 64’ | Marcatori |  |

| Arbitro: | Ulises Mereles |

|             |           |            |
| Medel 90+2’ | Marcatori | 59’ Garcés |

| Arbitro: | Roddy Zambrana |

|                                    |           |            |
| Boschilia 49’ Kenedy 73’ Abner 83’ | Marcatori | 44’ Flores |

| Arbitro: | Adrián Vélez |

|                                                |           |            |
| Méndez 8’ Acosta 36’, 37’, 48’ Pizzichillo 58’ | Marcatori | 71’ Aquino |

| Arbitro: | Carlos Ulloa |

|                                 |           |  |
| Lincoln 29’ Caio 46’ Kenedy 71’ | Marcatori |  |

### Girone finale
| Squadra qualificata per il Campionato mondiale di calcio Under-17 2013 |

| Pos. | Squadra   | Pt | G | V | N | P | GF | GS | DR |
| ---- | --------- | -- | - | - | - | - | -- | -- | -- |
| 1.   | Argentina | 9  | 5 | 2 | 3 | 0 | 10 | 6  | +4 |
| 2.   | Venezuela | 9  | 5 | 2 | 3 | 0 | 7  | 5  | +2 |
| 3.   | Brasile   | 9  | 5 | 2 | 3 | 0 | 6  | 4  | +2 |
| 4.   | Uruguay   | 8  | 5 | 2 | 2 | 1 | 11 | 9  | +2 |
| 5.   | Paraguay  | 4  | 5 | 1 | 1 | 3 | 7  | 10 | -3 |
| 6.   | Perù      | 0  | 5 | 0 | 0 | 5 | 6  | 13 | -7 |

| Arbitro: | Julio Bascuñán |

|              |           |  |
| Mosquito 21’ | Marcatori |  |

| Arbitro: | Germán Delfino |

|  |           |           |
|  | Marcatori | 54’ Ponce |

| Arbitro: | Roddy Zambrano |

|                       |           |  |
| Pérez 42’ Sánchez 51’ | Marcatori |  |

| Arbitro: | José Jordán |

|                                              |           |            |
| A. Sanabria 54’ Medina 65’ J. Sanabria 90+1’ | Marcatori | 72’ Garcés |

| Arbitro: | Carlos Ulloa |

|               |           |                  |
| Boschilia 26’ | Marcatori | 74’ (rig.) Ponce |

| Arbitro: | Adrián Vélez |

|                           |           |                                        |
| Driussi 3’, 12’ Storm 89’ | Marcatori | 45+3’ Benítez 47’ Acosta 75’ K. Méndez |

| Arbitro: | Germán Delfino |

|                |           |              |
| Ponce 58’, 75’ | Marcatori | 34’ da Silva |

| Arbitro: | Paulo César de Oliveira |

|                 |           |                                    |
| A. Sanabria 69’ | Marcatori | 1’ Benítez 9’ K. Méndez 17’ Acosta |

| San Luis 21 aprile 2013, ore 19:10 UTC-3 | Brasile          | 0 – 0 referto | Argentina | Estadio Provincial Juan Gilberto Funes\| Arbitro: \| Marlon Escalante \| |
| Arbitro:                                 | Marlon Escalante |               |           |                                                                          |

| Arbitro: | José Jordán |

|           |           |            |
| Ponce 81’ | Marcatori | 41’ Acosta |

| Arbitro: | Julio Bascuñán |

|                        |           |            |
| Kenedy 53’ Ewandro 85’ | Marcatori | 90’ Garcés |

| Arbitro: | Carlos Ulloa |

|           |           |                                            |
| López 89’ | Marcatori | 25’ Leszczuk 33’ Driussi 40’ (rig.) Astina |

| Arbitro: | Adrián Vélez |

|                                |           |                 |
| Martínez 19’ A. Sanabria 90+2’ | Marcatori | 33’, 79’ Kenedy |

| Arbitro: | Carlos Ulloa |

|                                     |           |                               |
| Acosta 4’, 30’ Pizzichillo 18’, 66’ | Marcatori | 20’, 64’ da Silva 69’ Artiaga |

| Arbitro: | Roddy Zambrano |

|                 |           |                    |
| Suárez 20’, 73’ | Marcatori | 16’ Ponce 90’ Peña |